# 55 Pandora
55 Pandora è un asteroide della fascia principale del diametro medio di circa 66,7 km. Scoperto nel 1858, presenta un'orbita caratterizzata da un semiasse maggiore pari a 2,7598162 au e da un'eccentricità di 0,1436023, inclinata di 7,18093° rispetto all'eclittica.
L'asteroide è dedicato a  Pandora, nella mitologia greca la prima donna del genere umano, custode del vaso che conteneva tutti i mali del mondo.
Il nome fu suggerito dalla vedova di Charles Edward Dudley (senatore ed ex sindaco di Albany, a cui fu dedicato l'osservatorio completato nel 1856 e da cui avvenne la scoperta) e ben si adattava alle polemiche e alle difficoltà iniziali che accompagnarono la messa in funzione dell'impianto.
Il nome Pandora è stato usato anche per una luna di Saturno.